# Augustów (województwo dolnośląskie)
Augustów – osada w Polsce położona w województwie dolnośląskim, w powiecie jaworskim, w gminie Wądroże Wielkie.

## Historia
W XVI wieku pomiędzy wsiami Wierzchowice, Kępy i Wądroże Wielkie znajdował się staw Würcheteich mający powierzchnię 650 ha. Należał on do dóbr książęcych. Zaopatrywał w ryby, ale służył też jako ochrona przeciwpowodziowa. Staw został osuszony prawdopodobnie na początku XIX wieku. Folwark Augustenhof (Augustów) został założony w 1825 roku. 
W latach 1975–1998 miejscowość należała administracyjnie do województwa legnickiego.